# Euroligue féminine de basket-ball 2017-2018
Navigation
Saison précédente Saison suivante
L’Euroligue féminine est une compétition de basket-ball féminin rassemblant les meilleurs clubs d’Europe. La saison 2017-2018 met aux prises 16 équipes.

## Système de compétition
Les 16 équipes sont réparties en 2 groupes de 8 et s'affrontent en match aller-retours. Les 4 premiers de chaque poules sont qualifiés pour les quarts de finale où les premiers et quatrièmes s'affrontent entre eux et les deuxièmes jouent contre les troisièmes.
Les cinquièmes et sixièmes de chaque poule sont reversés en quart de finale de l'Eurocoupe et les deux derniers sont éliminés.
Les quarts se jouent en match aller-retour plus une belle chez l'équipe la mieux classée en cas d'égalité.
Les demi-finales et la finale se jouent lors d'un Final 4.

## Premier tour
Le tirage des groupes est effectué le 4 juillet 2017

### Groupe A
| Rang | Équipe                   | Pts | J | G | P | Pp  | Pc  | Diff |  | Résultats (dom.\ext.)    |       |        |        | ESBVA |        |       | BOU   |       |
| ---- | ------------------------ | --- | - | - | - | --- | --- | ---- |  | ------------------------ | ----- | ------ | ------ | ----- | ------ | ----- | ----- | ----- |
| 1    | Dynamo Koursk            | 8   | 4 | 4 | 0 | 364 | 298 | 66   |  | Dynamo Koursk            |       | 86- 66 | 102-45 | 83-68 | 109-88 | 83-73 | 94-63 | 84-68 |
| 2    | Sopron Basket            | 7   | 4 | 3 | 1 | 302 | 286 | 16   |  | Sopron Basket            | 74-88 |        | 72-55  | 82-56 | 71-79  | 70-53 | 57-50 | 83-59 |
| 3    | Galatasaray SK           | 7   | 4 | 3 | 1 | 283 | 292 | -9   |  | Galatasaray SK           | 67-92 | 73-75  |        | 69-64 | 82-77  | 67-72 | 61-79 | 87-76 |
| 4    | ESB Villeneuve-d'Ascq LM | 6   | 4 | 2 | 2 | 287 | 297 | -10  |  | ESB Villeneuve-d'Ascq LM | 57-63 | 73-83  | 76-62  |       | 59-72  | 65-60 | 64-55 | 81-71 |
| 5    | ZVVZ USK Prague          | 6   | 4 | 2 | 2 | 301 | 318 | -17  |  | ZVVZ USK Prague          | 56-88 | 61-77  | 83-80  | 88-51 |        | 71-66 | -     | 67-68 |
| 6    | CCC Polkowice            | 5   | 4 | 1 | 3 | 267 | 276 | -9   |  | CCC Polkowice            | -     | 70-73  | -      | -     | -      |       | 71-66 | -     |
| 7    | Tango Bourges Basket     | 5   | 4 | 1 | 3 | 277 | 275 | 2    |  | Tango Bourges Basket     | -     | -      | 72-74  | -     | -      | -     |       | -     |
| 8    | Mithra Castors Braine    | 4   | 4 | 1 | 3 | 276 | 315 | -39  |  | Mithra Castors Braine    | -     | -      | 71-72  | -     | -      | -     | 66-78 |       |

- Les quatre premières équipes de chaque groupe sont qualifiées pour les huitièmes de finale
- Les équipes classées 5e et 6e de chaque groupe sont reversées en quarts de finale de l’Eurocoupe
- Les équipes classées 7e et 8e de chaque groupe sont éliminées

### Groupe B
| Rang | Équipe                      | Pts | J | G | P | Pp  | Pc  | Diff |  | Résultats (dom.\ext.)       | YAK   |       |   | FEN   | EKA   |       | NAD   |       |
| ---- | --------------------------- | --- | - | - | - | --- | --- | ---- |  | --------------------------- | ----- | ----- | - | ----- | ----- | ----- | ----- | ----- |
| 1    | Université du Proche-Orient | 7   | 4 | 3 | 1 | 284 | 261 | 23   |  | Université du Proche-Orient |       | 67-64 | - | -     | 70-79 | -     | -     | -     |
| 2    | Famila Schio                | 7   | 4 | 3 | 1 | 276 | 234 | 42   |  | Famila Schio                | -     |       | - | 62-49 | -     | -     | -     | -     |
| 3    | PA Salamanque               | 7   | 4 | 3 | 1 | 244 | 201 | 43   |  | PA Salamanque               | 62-67 | -     |   | -     | 56-43 | 64-34 | -     | 62-57 |
| 4    | Fenerbahçe İstanbul         | 7   | 4 | 3 | 1 | 268 | 257 | 11   |  | Fenerbahçe İstanbul         | -     | -     | - |       | -     | 79-63 | 67-61 | -     |
| 5    | UMMC Iekaterinbourg         | 6   | 4 | 2 | 2 | 272 | 267 | 5    |  | UMMC Iekaterinbourg         | -     | -     | - | 71-73 |       | -     | -     | 79-68 |
| 6    | Basket Lattes Montpellier   | 5   | 4 | 1 | 3 | 229 | 292 | -63  |  | Basket Lattes Montpellier   | 56-80 | -     | - | -     | -     |       | 76-69 | -     |
| 7    | Nadejda Orenbourg Region    | 5   | 4 | 1 | 3 | 239 | 277 | -38  |  | Nadejda Orenbourg Region    | -     | 46-76 | - | -     | -     | -     |       | -     |
| 8    | Wisła Can-Pack Cracovie     | 4   | 4 | 0 | 4 | 255 | 278 | -23  |  | Wisła Can-Pack Cracovie     | -     | 72-74 | - | -     | -     | -     | 58-63 |       |

- Les quatre premières équipes de chaque groupe sont qualifiées pour les huitièmes de finale
- Les équipes classées 5e et 6e de chaque groupe sont reversées en quarts de finale de l’Eurocoupe
- Les équipes classées 7e et 8e de chaque groupe sont éliminées

## Play-offs

### Tableau récapitulatif
En quart de finale, l'équipe la mieux classée reçoit lors du premier match et de l'éventuelle belle.
|  | Quarts de finale | Quarts de finale     | Quarts de finale       | Quarts de finale | Quarts de finale       |     |                        | Demi-finales           | Demi-finales           | Demi-finales           |                        |    | Finale | Finale                 | Finale |
|  |                  |                      |                        |                  |                        |     |                        |                        |                        |                        |                        |    |        |                        |        |
|  | A1               | Dynamo Koursk        | *73                    | 73               |                        |     |                        |                        |                        |                        |                        |    |        |                        |        |
|  | B4               | Famila Schio         | 60                     | *61              |                        |     |                        |                        |                        |                        |                        |    |        |                        |        |
|  | B4               | Famila Schio         | 60                     | *61              |                        | A1  | Dynamo Koursk          | 77                     |                        |                        |                        |    |        |                        |        |
|  |                  |                      |                        |                  |                        | A1  | Dynamo Koursk          | 77                     |                        |                        |                        |    |        |                        |        |
|  |                  | B2                   | UMMC Iekaterinbourg    | 84               |                        |     |                        |                        |                        |                        |                        |    |        |                        |        |
|  | B2               | B2                   | UMMC Iekaterinbourg    | 84               | UMMC Iekaterinbourg    | *97 | 73                     |                        |                        |                        |                        |    |        |                        |        |
|  | B2               |                      |                        |                  | UMMC Iekaterinbourg    | *97 | 73                     |                        |                        |                        |                        |    |        |                        |        |
|  | A3               | ZVVZ USK Prague      | 70                     | *54              |                        |     |                        |                        |                        |                        |                        |    |        |                        |        |
|  |                  |                      |                        |                  |                        |     |                        |                        |                        |                        |                        |    | B2     | UMMC Iekaterinbourg    | 72     |
|  |                  | A2                   | Sopron Basket          | 53               |                        |     |                        |                        |                        |                        |                        |    |        |                        |        |
|  | A2               | Sopron Basket        | 55                     | *78              | *67                    |     |                        |                        |                        |                        |                        |    |        |                        |        |
|  | B3               | Fenerbahçe İstanbul  | *60                    | 72               | 46                     |     |                        |                        |                        |                        |                        |    |        |                        |        |
|  | B3               | Fenerbahçe İstanbul  | *60                    | 72               | 46                     |     | A2                     | Sopron Basket          | 68                     |                        |                        |    |        |                        |        |
|  |                  |                      |                        |                  |                        |     | A2                     | Sopron Basket          | 68                     |                        |                        |    |        |                        |        |
|  |                  | B1                   | Univ. du Proche-Orient | 65               |                        |     | Match pour la 3e place | Match pour la 3e place | Match pour la 3e place | Match pour la 3e place | Match pour la 3e place |    |        |                        |        |
|  | B1               | B1                   | Univ. du Proche-Orient | 65               | Univ. du Proche-Orient | *83 | Match pour la 3e place | Match pour la 3e place | Match pour la 3e place | Match pour la 3e place | Match pour la 3e place | 85 |        |                        |        |
|  | B1               |                      |                        |                  | Univ. du Proche-Orient | *83 |                        |                        |                        |                        |                        | 85 |        |                        |        |
|  | A4               | Tango Bourges Basket | 67                     | *66              |                        |     |                        |                        |                        |                        |                        |    | A1     | Dynamo Koursk          | 87     |
|  |                  |                      |                        |                  |                        |     |                        |                        |                        |                        |                        |    | B1     | Univ. du Proche-Orient | 82     |

### Quarts de finale
Les quarts de finale se disputent en deux manches gagnantes.
| Équipe no 1 | Série | Équipe no 2 | Aller | Retour | Appui |
| ----------- | ----- | ----------- | ----- | ------ | ----- |
|             | -     |             | -     | -      |       |
|             | -     |             | -     | -      | -     |
|             | -     |             | -     | -      | -     |
|             | -     | -           | -     | -      |       |

* indique l'équipe qui évolue à domicile